# Carlo Guzzi

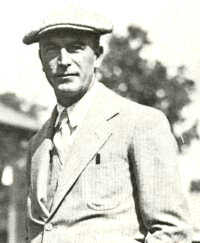
Carlo Guzzi

Carlo Guzzi (* 4. November 1889 in Mailand; † 3. November 1964 in Mandello del Lario) war ein italienischer Designer und Unternehmer, der das Unternehmen Moto Guzzi gründete. Er stammte aus einer Mailänder Familie und verbrachte einen Großteil seiner Jugend in der Werkstatt seines Mentors, des Motorenschlossers Giorgio Ripamonti, wo er bereits an Zweirädern schraubte.

## Biografie
1914 wurde Guzzi zur Luftwaffe eingezogen und hatte dort Flugzeuge zu warten. Dabei lernte er die beiden Piloten Giovanni Ravelli und Giorgio Parodi kennen und freundete sich mit ihnen an. Immer wieder schwärmte er von seinen Vorstellungen, eigene Motorräder zu bauen. Da beide Piloten begeisterte Rennfahrer waren, konnte er sie für seine Ideen begeistern. Kurz nach Kriegsende verunglückte allerdings Giovanni Ravelli mit seinem Flugzeug tödlich. (Ihm ist das spätere Firmenlogo von Moto Guzzi gewidmet, die ausgebreiteten Adlerschwingen als Symbol aus der gemeinsamen Luftwaffenzeit.)
Der Vater von Giorgio, Emanuele Vittorio Parodi, ein bekannter Reeder aus Genua, lieh den Freunden das Geld zur Gründung der „Aktiengesellschaft Moto Guzzi“ am 15. März 1921 in dem italienischen Städtchen Mandello del Lario. Die erste Maschine, die G.P. (Guzzi.Parodi), wurde als Prototyp unter Mithilfe des Schmieds von Mandello im Keller des Hauses Guzzi gebaut. In einer abgespeckten Form wurden bereits im Gründungsjahr 17 Motorräder als Modell Normale verkauft. Diese hatten bereits das oben genannte Firmenzeichen auf dem Tank.
Moto Guzzi beschäftigte gegen Ende der 50er Jahre 21.000 Mitarbeiter und war eines der größten Zweiradwerke der Welt. Hauptsitz war und ist bis heute Mandello del Lario.
Giorgio Parodi starb 1955, Carlo Guzzi 1964. Aus der Gründergeneration blieb damit nur noch Enrico Parodi, Giorgios Bruder.